# Хроника на битката при Сталинград
Развитие на Сталинградската битка по дати:

## 1942

### април – юли
- 5 април – Директива № 41 на Адолф Хитлер към германските войски на Източния фронт. Основна цел на лятната кампания е унищожаването на съветските войски в поречието на Дон и завземане на кавказките нефтени залежи.
- 28 юни – Начало на операция „Блау“: Вермахтът настъпва срещу Воронеж и по Северский Донец, нанасяйки поражения на Червената армия.
- 9 юли – Германската Група армии „Юг“ е разделена на две – група армии „А“ и „Б“.
- 12 юли – За координиране на съветската отбрана е сформиран Сталинградският фронт.
- 17 юли – Започва битката на подстъпите към Сталинград.
- 23 юли – Германците завземат Ростов. Германското Върховно командване (ОКВ) издава директива № 45 до командващия 6-а армия генерал Паулус за завладяване на Сталинград. Директивата определя Сталинград и Кавказ като цели с равен приоритет, които трябва да бъдат атакувани едновременно (виж Операция Сива чапла и Операция Еделвайс).
- 28 юли – Сталин издава Заповед № 227 за ликвидиране на „страхливците“ и пораженците. Задействане на заградителни и наказателни отряди.
- 31 юли – Немската 4-та танкова армия пренасочва настъплението си от Цимлянская на изток, през Котелниково, към Сталинград. За три дни авангардът на армията изминава 190 км.

### август
- 4 август – Германските войски пресичат река Аксай Есауловский в направление към Сталинград.
- 5 август – 4-та танкова армия достига линията Абганерово – Плодовитое, заставайки срещу южната страна на външния отбранителен пояс на Сталинград. Прегрупиране на съветските войски: Сталинградският фронт е преобразуван на Сталинградски (21-ва, 62-ра и 63-та армия, 4-та танкова и 8-а въздушна армия, 28-и танков корпус) и Югоизточен фронт (51-ва, 57-а и 64-та армия, 1-ва гвардейска армия, 13-и танков корпус).
- 7 – 9 август – В битката при Калач Паулус принуждава съветските сили да се изтеглят на левия бряг на Дон.
- 19 август – Заповед на Паулус за настъпление на 6-а армия към Сталинград. Основният удар трябва да бъде нанесен с форсиране на Дон при Песковатка и захождане към Сталинград от север.
- 20/21 август – Германците пробиват съветската отбрана на Дон при Вертячий.
- 23 август – Немските танкове (14-и танков корпус) достигат Волга северно от Сталинград. Начало на масирани бомбардировки на града от Луфтвафе.
- 29 август – 2 септември – Германска атака на 4-та танкова армия, командвана от Херман Хот, започнала край Абганерово, принуждава съветските войски да изоставят укрепленията на външния защитен периметър край Сталинград.

### септември
- 2 септември – Немските 4-та танкова и 6-а армия се съединяват край Яблочний.
- 3 септември – Немската 6-а армия достига вътрешния отбранителен вал на Сталинград. Съветската 1-ва гвардейска армия (генерал К. Москаленко) извършва контраудар северно от града, успява да напредне с 5 – 6 километра.
- 5 – 6 септември – 24-та и 66-а армии се присъединяват към съветската контраофанзива северно от Сталинград. Целта – разгром на немския 14-и танков корпус, достигнал Волга, не е постигната.
- 12 септември – Генерал Василий Чуйков поема командването над 62-ра армия, укрепила се в Сталинград. Германците са на 2 км от града.
- 13 септември – Започва първият щурм на Сталинград, германските части се опитват да осъществят пробив към центъра на града. По време на среща между Сталин, Жуков и Василевски е взето решение за широкомащабна офанзива по двата фланга на германската 6-а армия.
- 16 септември – Съветски подкрепления форсират Волга и прогонват немците от Мамаев Курган.
- 24 септември – Цайцлер заменя Халдер като началник на Генералния щаб на германските сухопътни войски.
- 24 септември – Съветските 51-ва и 57-а армии удържат румънските войски южно от Сталинград.
- 27 септември – Започва вторият щурм на Сталинград. Немците завземат отново Мамаев курган.
- 28 септември – Реорганизация на съветските войски: Югоизточният фронт (войските в Сталинград и южно от него) е преименуван на „Сталинградски“, а Сталинградският (войските между завоя на Дон и Волга) – на „Донски“. Атаки на Луфтвафе срещу продоволствените линии над Волга. Съветска контаатака към Мамаев Курган.
- 29 септември – Паулус сменя посоката на германската атака към Орловка. В нея участват 389-а пехотна и 60-а моторизирана пехотна дивизия. 24-та танкова дивизия, голяма част от 389-а пехотна и австрийската 100-тна егерска дивизия напредват към металургичния комбинат „Червения октомври“ и оръжейния завод „Барикади“. Съветските сили южно от Сталинград изтласкват румънците на 18 км към Садовое.
- 30 септември – Съветска контраатака на север, насочена срещу германския 14-и танков корпус.

### октомври
- 1 – 2 октомври – През нощта германската 295-а пехотна дивизия осъществява пробив и атакува тила на съветската 13-а гвардейска дивизия. Бързата реакция на генерал Родимцев стабилизира отбраната.
- 5 октомври – Германските войски превземат фабрика „Силикат“.
- 6 октомври – 14-а танкова и 60-а механизирана пехотна дивизии атакуват тракторния завод. 16-а танкова дивизия атакува северното индустриално предградие Спартаковка.
- 8 октомври – Щабът на фюрера изпраща заповед за нова офанзива срещу северен Сталинград, която да започне не по-късно от 14 октомври.
- 11 октомври – Танкове Т-34 от 84-та танкова бригада, подкрепени с пехота от 37-а гвардейска стрелкова дивизия, атакуват германската 14-а танкова дивизия.
- 12 октомври – Съветските 37-а гвардейска и 95-а стрелкова дивизия контраатакуват отново при тракторния завод и изтласкват германските войски около 270 м преди да бъдат спрени.
- 14 октомври – Хитлер нарежда на германските сили на Източния фронт да преминат в стратегическа отбрана. Германските атаки продължават само срещу Сталинград, Налчик и Туапсе. Започва третият щурм на Сталинград. В някои части от фронтовата линия германските войски напредват с 1800 м.
- 15 октомври – Германските части овладяват голяма част от тракторния завод. Същата нощ 103-ти танково-гренадирски полк достига Волга, изолирайки бранителите на северната част на града.
- 16 октомври – Германските части атакуват от тракторния завод в посока оръжейния завод „Барикади“. Атаката е спряна от полузаровени съветски танкове и залпове ракети от Катюши.
- 19 – 26 октомври – Части на Донския фронт (66-а армия на генерал Жадов) атакуват северния германски фланг при Волга, но са разбити и губят 18 000 души.
- 22 октомври – 1 ноември – 64-та армия (генерал Шумилов) от Сталинградския фронт напада южния германски фланг, но е спряна при Купоросное.
- 23 октомври – В Сталинград германските войски завземат позиции в северозападния ъгъл на металургичния комбинат „Червения октомври“.

### ноември
- 1 ноември – Поредна германска атака срещу металургичния комбинат „Червения октомври“, осъществена от 79-а пехотна дивизия. Отблъсната от силен артилерийски обстрел, идващ от другия бряг на Волга. Атаката на германската 94-та пехотна дивизия в Спартаковка също е неуспешна.
- 11 ноември – Започва последната германска атака. В нея участват бойни групи, сформирани от 71-ва, 79-а, 100-тна, 295-а, 305-а и 389-а пехотни дивизии, подкрепени от четири свежи пионерни батальона. Въздушната поддръжка се осъществява от 8-и военновъздушен корпус.
- 11 – 12 ноември – Късно вечерта на 11-и съветската 62-ра армия започва контраатака на югоизток от оръжейния завод „Барикади“. Тежък германски артилерийски обстрел успява да я спре в ранните часове на следващия ден.
- 19/20 ноември – Съветските войски извършват дълбоки пробиви в отбранителните линии на Оста по средното течение на Дон и южно от Сталинград (операция „Уран“).
- 20 ноември – Заповед на германското командване за образуване на група армии „Дон“ с цел да спре настъплението на Червената армия и да върне териториите, завзети от нея. Начело на новата германска групировка е поставен Ерих фон Манщайн.
- 21 ноември – Хитлер нарежда на 6-а армия да задържи позициите си при Сталинград, въпреки опасността от „временно обкръжение“.
- 23 ноември – Настъпващите от северозапад и югоизток войски на Югозападния и Сталинградския фронт се съединяват при Калач край Дон. Около ¼ милион войници на Оста попадат в обкръжение. Хитлер забранява на Паулус да си пробива път от Сталинград.
- 23/24 ноември – Край Распопинская (на Среден Дон) капитулира 27-хилядна румънска групировка.
- 24 ноември – Съветските войски настъпват от всички страни срещу сталинградската групировка на Оста. Офанзивата е спряна две седмици по-късно.
- 28 – 30 ноември – Червената армия завзема опорните пунктове Песковатка и Вертячий, свивайки обръча около Сталинград от северозапад.

### декември
- 12 – 23 декември – Група армии „Дон“ (Манщайн) прави неуспешен опит да разкъса съветския обръч около войските на Паулус (операция Зимна буря). Боеве при реките Аксай и Мишкова.
- 16 – 31 декември – Съветските войски от Югозападния фронт (командващ генерал Николай Ватутин) разгромяват 8-а италианска армия в района на Среден Дон (операция „Малък Сатурн“). Настъплението им е спряно от Манщайн при Милерово.
- 24 – 31 декември – След като немските войски, опитващи се да деблокират Паулус, са спрени на река Мишкова, съветски войски (51-ва, 2-ра гвардейска и 5-а ударна армия) минават в контранастъпление срещу котелниковската групировка и ѝ нанасят поражение. Котелниково е освободено на 29 декември. Група армии „Дон“ е отблъсната на 200 – 250 км от обкръжения Сталинград.
- 28 декември – Вследствие от операция „Малък Сатурн“ немските войски отстъпват от Кавказ.

## 1943

### януари – февруари
- 8 януари – Предложение към Паулус да капитулира, което е отхвърлено.
- 10 януари – Съветският Донски фронт (генерал Константин Рокосовски) настъпва от всички страни срещу обкръжената в Сталинград групировка на Паулус (операция „Пръстен“).
- 12 януари – 21-ва и 65-а армия, които настъпват срещу немския „чувал“ от запад, достигат река Росошка. Германската отбрана е пробита и от юг, при река Червленная.
- 15 януари – Край Питомник 214-а стрелкова дивизия на 65-а армия превзема главното летище, използвано за снабдяване на обкръжените немци.
- 20 януари – Паулус докладва на главното командване на сухопътните сили, че съпротивата срещу съветските атаки е пред пълен срив. Молбата му за „прекратяване на военните действия“ е отхвърлена от командването.
- 22 януари – След кратка пауза за прегрупиране силите на Донския фронт възобновяват офанзивата.
- 25 януари – „Чувалът“, в който са обкръжените немски войски, се свива от север на юг до 20 км и до 3,5 км от запад на изток.
- 26 януари – Оцелелите немски войски са разцепени на две изолирани групи от настъпващата Червена армия.
- 31 януари – Фелдмаршал Паулус се предава в плен с част от остатъците на 6-а армия.
- 2 февруари – Сталинградската битка завършва с капитулацията на последните остатъци от обкръжените германски войски.